# Garawa jezici
Garawa jezici (izvorno Garawan), malena porodica australskih jezika koja obuhvaća jedini i istoimeni jezik garawa kojime govori oko 200 pripadnika (1990 Schmidt) istoimenog plemena Garawa ili Karawa kod gradića Borroloola, na Sjevernom teritoriju i Doomadgeea u Queenslandu. Oko 10 govornika služe se i dijalektom wanji (wainyi, waanyi).

## Vanjske poveznice
- Ethnologue (14th)
- Ethnologue (15th)